# Pompa wyporowa

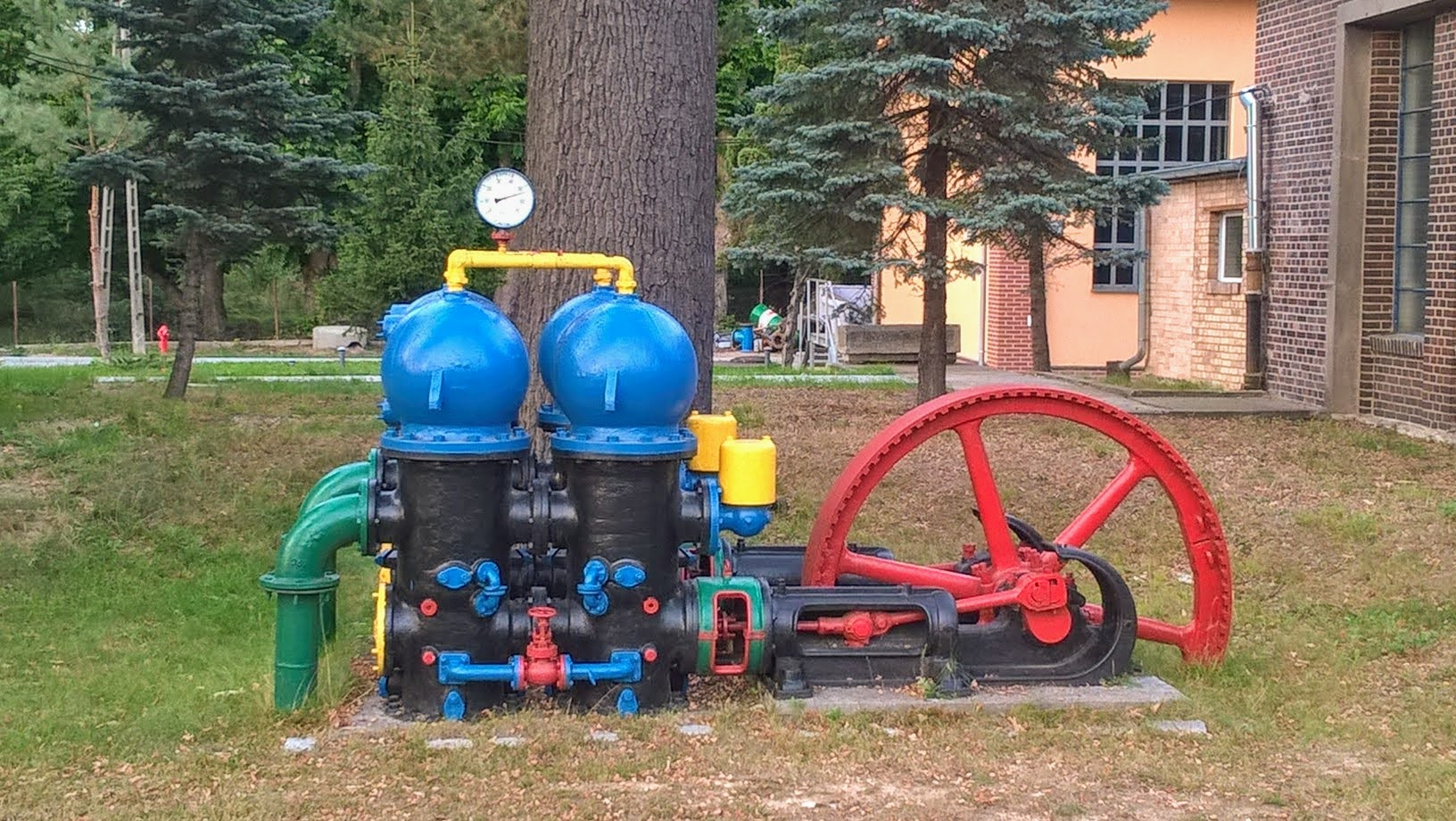
Pompa tłokowa z XIX wieku miejskich wodociągów w Szprotawie, aktualnie ekspozycja historyczna.

Pompa wyporowa, pompa objętościowa – pompa, w której przekazywanie energii mechanicznej w hydrauliczną odbywa się poprzez zmianę rozmiarów (objętości) lub przesunięcie przestrzeni pompy, w której znajduje się ciecz. Odbywa się to za pośrednictwem tłoka (wykonującego ruch posuwisto-zwrotny lub wahadłowy), kół zębatych, śruby, membrany, elastycznych ścian pompy lub specjalnie ukształtowanych przestrzeni.
Teoretyczna charakterystyka pracy pompy (zależność ciśnienia od wydajności) jest linią pionową. W praktyce jest ona lekko odchylona, co spowodowane jest ściśliwością pompowanego płynu, nieszczelnościami pompy, objętościami szkodliwymi w pompie, w których gromadzą się gazy lub następuje szkodliwa zmiana pojemności komory. Wydajność zależy wyłącznie od zmian objętości komory roboczej i częstości cyklów.
Charakterystyka pompy wyporowej zależy od jej konstrukcji i w większości wypadków jest cykliczna.
Ze względu na to, że pompa wyporowa ma sztywną charakterystykę (ciśnienie może rosnąć w nieskończoność, gdy płyn nie jest odbierany), w wielu zastosowaniach musi być zabezpieczona przed przeciążeniem, które mogłoby doprowadzić do awarii lub zniszczenia samej pompy, silnika ją napędzającego lub rurociągu tłocznego. Pompy zabezpieczane są przez zawór bezpieczeństwa, inaczej zwany zaworem przelewowym. Zawór ten się otwiera, gdy ciśnienie w rurociągu tłocznym przekracza maksymalne dopuszczalne ciśnienie pracy.
Pompy wyporowe, ze względu na swoją konstrukcję, dzielą się na:
- pompy o ruchu postępowo-zwrotnym organu roboczego
  - pompa tłokowa (ruch tłoka lub nurnika w cylindrze)
  - pompa wielotłoczkowa
  - pompa membranowa (ruch elastycznej ścianki komory)
- pompy o ruchu obrotowym organu roboczego
  - pompa zębata
  - pompa śrubowa
  - pompa łopatkowa
  - pompa krzywkowa
- pompy o ruchu wahadłowym organu roboczego
  - pompa skrzydełkowa
- pompy o specjalnej konstrukcji
  - pompa perystaltyczna
  - pompa puszkowa.

Zalety pomp wyporowych:
- bardzo duża wysokość podnoszenia
- niezmienna wydajność przy zmieniających się warunkach układu
- stosunkowo duża sprawność
- zdolność do samozasysania
- mała wrażliwość na występowanie gazów w pompowanej cieczy

Wady pomp wyporowych:
- ograniczona wydajność
- nierównomierność parametrów pracy pomp o postępowo-zwrotnym ruchu organu roboczego
- zmniejszona niezawodność przy zastosowaniu układu ruchomych części
- duży wpływ wykonania (szczelność) na sprawność pompy
- niekiedy wrażliwość na zanieczyszczenia mechaniczne